# Geir Karlstad
Geir Karlstad (Lørenskog, 7 luglio 1963) è un ex pattinatore di velocità su ghiaccio norvegese.
Ha partecipato a tre edizioni dei giochi olimpici invernali (1984, 1988 e 1992) conquistando due medaglie a Albertville 1992.

## Palmarès
Olimpiadi
- 2 medaglie:
  - 1 oro (5000 m a Albertville 1992)
  - 1 bronzo (10000 m a Albertville 1992)